# Zeche Königsborn

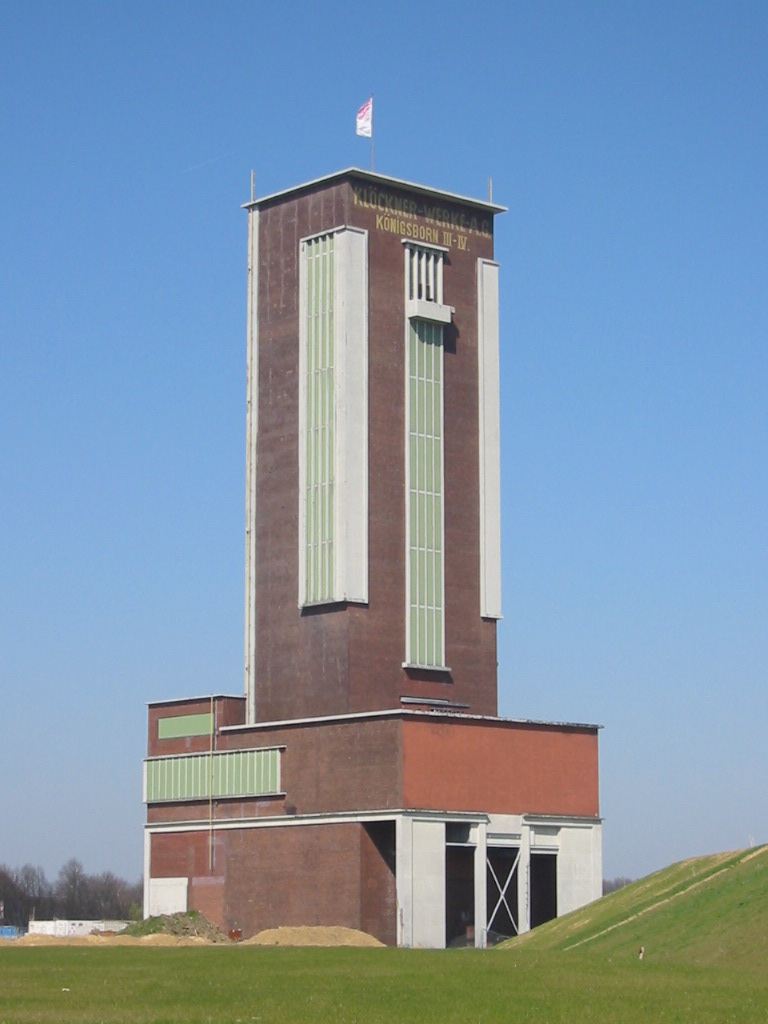
Förderturm der Zeche Königsborn III/IV, Schacht IV, Höhe 66,83 m

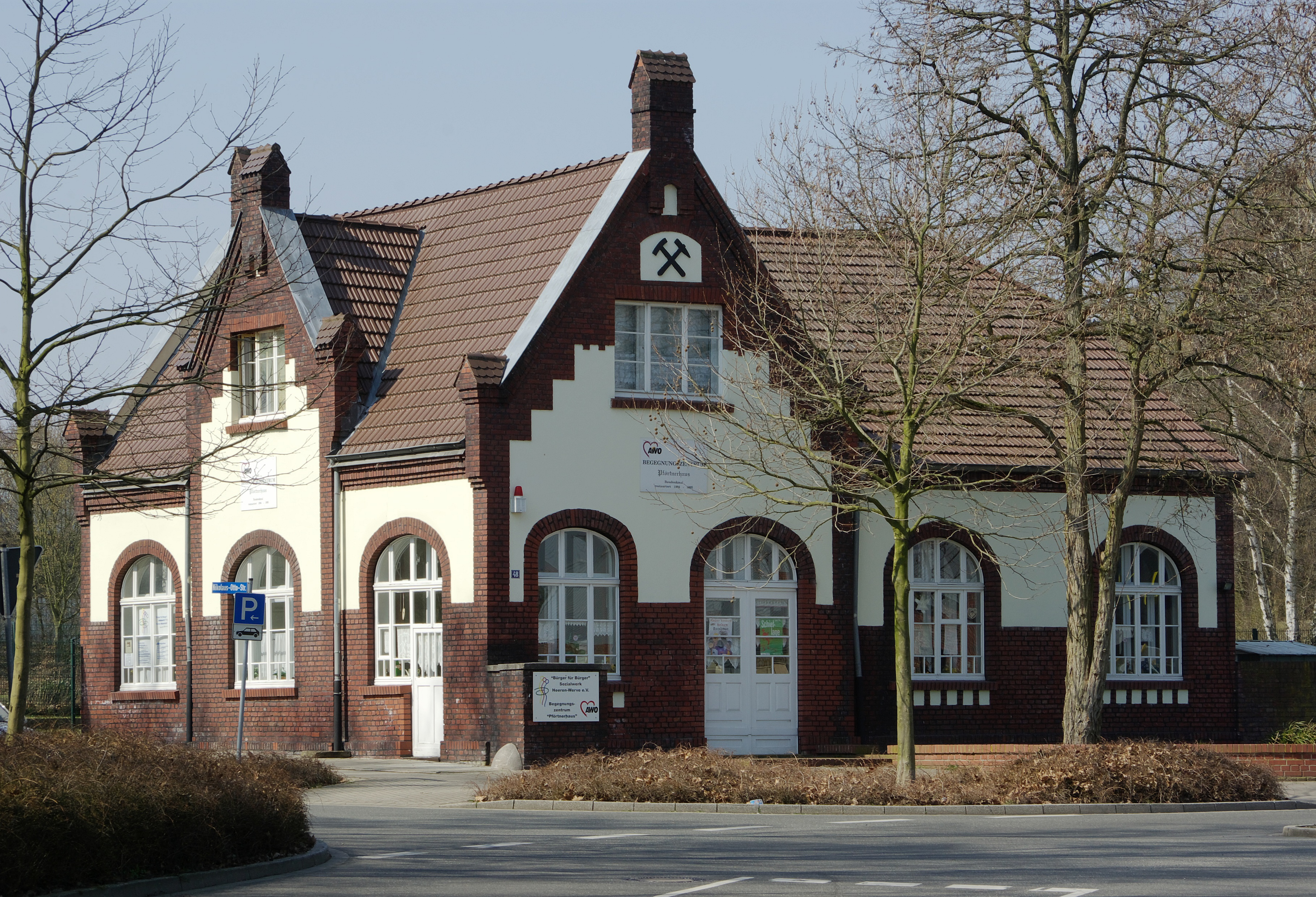
Pförtnerhaus in Kamen-Heeren

Die Zeche Königsborn war ein Steinkohlenbergwerk an mehreren Standorten im Kreis Unna. Namensgeber für das Bergwerk war die Saline Königsborn. Auf dem Bergwerk wurden in den ersten Betriebsjahren neben dem Abbau von Steinkohle auch mehrere tausend Tonnen Siedesalz produziert. Die Zeche Königsborn hat eine über 120-jährige Geschichte und war davon annähernd 100 Jahre in Betrieb.

## Geschichte

### Planung
Im Jahr 1801 wurde in Königsborn bei der Bohrung nach einer Solequelle in eine Teufe von 476 Fuß ein Steinkohleflöz angebohrt. Auf diesen Fund legte der Kriegs- und Domänenrat Meyer im Namen des Salzwerks eine Mutung ein. Da der Fiskus aufgrund des Salzmonopols einen Bergwerksbetrieb nicht duldete, konnte die eingelegte Mutung über ein halbes Jahrhundert nicht genutzt werden. Der Fiskus sperrte sogar alle weiteren Mutungen, um die Solequellen zu schützen. Erst als im Jahr 1865 das allgemeine Berggesetz in Kraft trat, fehlte dem Staat für eine weitere Sperrung die Rechtsgrundlage. Daraufhin wurde eine Vielzahl von Mutungen auf die die Saline umgebenden Grubenfelder eingelegt. Es wurden auch mehrere Grubenfelder verliehen; allerdings wurden keine Bergwerke angelegt. Am 21. September des Jahres 1872 wurden das Solefeld und die Saline Königsborn vom preußischen Staat an ein privates Konsortium für 300.000 Taler verkauft. An der Spitze dieses Konsortiums stand Friedrich Grillo. Grillo hatte bereits im Vorfeld mehrere Grubenfelder gemutet, um dort Bergbau zu betreiben. Nachdem nun auch die an das Solefeld angrenzenden Steinkohlenfelder zum Erwerb frei wurden, erwarb das Konsortium auch diese Grubenfelder. Außerdem legte man für fünf Eisensteinfelder Mutung ein. Jedes dieser Felder hatte eine Größe von 500.000 Quadratlachtern; allerdings hatten diese Felder keine große Bedeutung, da das hier vorhandene Eisenstein nur von geringer Mächtigkeit war. Nachdem im Jahr 1873 die Steinkohlenfelder East End, East End 2a, East End 2b, East End 3, East End 4a, East End 4b, Prinz August, Prinz August IV, Prinz August V und Werner Glück erworben waren, wurde ein Feldertausch mit der Zeche Massener Tiefbau getätigt. Es wurde ein Feldertausch mit einer Gesamtfläche von zwei Quadratkilometern durchgeführt. Die Berechtsame umfasste nun eine Fläche von 17,2 Quadratkilometern Steinkohlenfeld und 24,1 Quadratkilometern Solefeld. Am 24. November des Jahres 1873 wurden alle Feldesteile in der Gewerkschaft „Steinkohlen- und Salzsolbergwerk Königsborn“ zusammengefasst. Friedrich Grillo plante zunächst, das Bergwerk mit der Saline zu kombinieren. Hierfür wollte er, nachdem das Bergwerk in Betrieb war, eine Kokerei errichten lassen, um die abgebauten Kohlen zu verkoken. Die beim Verkokungsprozess anfallenden Gase wollte er bei der Siedung des Salzes nutzen, um so Kosten und Energie zu sparen. Dieser Plan von Grillo wurde jedoch nie umgesetzt.

### Die Errichtung des Bergwerks
Im Jahr 1874 wurde in der Ortslage Unna-Königsborn mit dem Abteufen des Schachtes Königsborn I begonnen. Der Schachtansatzpunkt befand sich einen Kilometer nördlich des Bahnhofs Königsborn. Die Teufarbeiten erfolgten anfänglich teilweise noch mit Schlägel und Eisen. Um die Solezuflüsse zu schonen, wurden die Teufarbeiten nach dem Kind-Chaudron-Verfahren durchgeführt. Ausgeführt wurden die Teufarbeiten von der Pariser Firma Lippmann, Magnet & Co. Erste Schwierigkeiten traten beim Durchdringen der stellenweise sehr harten Mergelschicht auf. Da die Firma den Schacht mit dem erforderlichen Durchmesser abbohrte, gingen die Abteufarbeiten nur sehr langsam voran. So konnte der Schacht im Jahr 1877 nur rund 31 Meter abgeteuft werden. Im selben Jahr erhielt das Bergwerk einen Eisenbahnanschluss. Im darauffolgenden Jahr wurde bei einer Teufe von 178 Metern das Karbon erreicht. Die oberen 182 Meter des Schachtes wurden mit einer eisernen Küvelage versehen. Der Schacht hatte einen Durchmesser von 3,65 Metern. Im Jahr 1880 wurde im Schacht 1 bei einer Teufe von 279 Metern (−206 m NN) die 1. Sohle angesetzt. Diese Sohle war auch gleichzeitig die Wettersohle. Noch im selben Jahr wurde bei einer Teufe von 359 Metern (−286 m NN) die 2. Sohle als erste Tiefbausohle angesetzt. Da mit dem Schacht I zu diesem Zeitpunkt nur ein einziger Schacht vorhanden war, mussten über diesen Schacht gleichzeitig die Versorgung der Grubenbaue mit Frischwettern erfolgen und die Abwetter aus den Grubenbauen entfernt werden. Um dieses zu bewerkstelligen, wurde im Schacht bis zur Wettersohle ein Schachtwetterscheider eingebaut. Der Abwettertrum wurde an den Kamin des Kesselhauses angeschlossen und hierüber die Abwetter abgesaugt. Für die Wasserhaltung wurde eine Woolfsche Wasserhaltungsmaschine installiert. Die Maschine wurde mittels Dampfkraft angetrieben; es konnten pro Minute vier Kubikmeter Grubenwasser zu Tage gepumpt werden. Für die Förderung wurde zunächst eine kleine Fördermaschine am Schacht 1 montiert.

### Die ersten Betriebsjahre
Im Jahr 1880 wurde das Bergwerk in Betrieb genommen. Das Bergwerk gehörte zum Bergrevier Süd-Dortmund. Aufgrund des flachen Einfallens wurden auf der Bausohle lange Querschläge aufgefahren. In den ersten Jahren wurden die Flöze mittels Pfeilerbau abgebaut. Bereits im Jahr 1882 wurden 3239 Meter Versuchs- und Abbaustrecken und 5048 Meter Überhauen aufgefahren. Da man zunächst Ess- und Magerkohle abbaute, die für Verkokungszwecke ungeeignet waren, suchte man nach Möglichkeiten, diese Kohlen qualitativ aufzuwerten. Eine Möglichkeit war der Bau einer Brikettfabrik, wie sie bereits mehrere weiter südlich gelegene Bergwerke betrieben. Im Februar desselben Jahres wurde eine Brikettfabrik in Betrieb genommen. Allerdings ließen sich die produzierten Briketts anfangs nur schlecht verkaufen. Auch waren die zu erzielenden Erlöse nur sehr gering. Aus diesem Grund planten die Eigentümer, die Produktion dem Bedarf anzupassen. Im selben Jahr 1882 kam es zu einem Brand im Schachtgebäude und in der angrenzenden Sieberei. Auch unter Tage kam es zu Problemen. Aufgrund der mangelhaften Bewetterung war es erforderlich, den gesamten südlichen Feldesteil abzusperren. Auf Anweisung des Oberbergamtes mussten die Eigentümer des Bergwerks einen leistungsfähigen Grubenlüfter kaufen. Es wurde ein Moritzscher Ventilator installiert, der die Grubenbaue nun mit frischen Wettern versorgte. Im Jahr 1883 wurde auf der 2. Sohle begonnen, einen Querschlag nach Norden aufzufahren. Der Querschlag war als zweiter Ausgang geplant; es sollte ein Durchschlag mit der benachbarten Zeche Monopol erstellt werden. Im selben Jahr wurde die Brikettpresse an die Zeche Vereinigte Dahlhauser Tiefbau verkauft. Im Jahr 1884 erreichte der Querschlag nach Norden eine Länge von 1113 Metern. Bei den Aufschlussarbeiten wurden im Jahr 1885 im östlichen Teil des Grubenfeldes günstige Kohlenvorkommen aufgefunden. Bei den aufgefundenen Kohlen handelte es sich um Fettkohlen. Im Jahr 1886 traf man im neuen Nordostfeld auf sehr gute Kohlenvorräte.

### Ausbau der Schachtanlage
Im Jahr 1887 wurde in der Gemarkung Heeren-Werve mit den Teufarbeiten für den Schacht 2 begonnen. Der Ansatzpunkt des Schachtes lag in Kamen-Heeren-Werve zwei Kilometer nordöstlich von Schacht 1. Der Schacht hatte einen Durchmesser von 5,38 Metern. Da die Aufschlüsse in diesem Feld wesentlich vielversprechender waren als im anderen Feldesteil, wurde der Schacht vom Hauptgewerken Friedrich Grillo auf den Namen Gottessegen-Unverhofft getauft. Im selben Jahr wurde von Schacht 1 aus der Schacht 2 unterfahren. Auf der 2. Sohle wurde die Auffahrung des Querschlags nach Norden bei einer Auffahrungslänge von 1656 Metern gestundet. Da die kleine Fördermaschine an Schacht 1 nicht mehr für die steigende Produktion ausreichte, wurde eine gebrauchte Fördermaschine von einem stillgelegten Bergwerk gekauft. Diese Fördermaschine genügte aber auch nicht den gestiegenen Anforderungen an die Schachtförderung. Aus diesem Grund wurde eine neue dampfgetriebene Fördermaschine installiert. Diese Maschine hatte einen Zylinderdurchmesser von 1000 Millimetern und einen Hub von 1900 Millimetern. Die für die Förderung verwendeten Förderkörbe hatten vier Etagen. Auf jeder Etage konnte ein Förderwagen mit einer Nutzlast von 0,6 Tonnen aufgeschoben werden. Um den Zeitverlust beim Aufschieben der Förderwagen zu verringern, wurden zwei übereinander angebrachte Hängebänke aufgebaut. Auf der Fördersohle wurden zwei übereinander liegende Füllörter erstellt. Durch diese Konstruktion war es möglich, gleichzeitig jeweils zwei Förderwagen auf- bzw. abzuschieben. Im Jahr 1888 erreichte man im Schacht 2 bei einer Teufe von 221 Metern das Karbon. Bei einer Teufe von 264 Metern (−193 m NN) wurde die 1. Sohle angesetzt. Am Schacht 1 wurde im Februar desselben Jahres eine Kokerei in Betrieb genommen. Die Kokerei war mit 90 Öfen ausgestattet. Im darauffolgenden Jahr erfolgte im Schacht 2 der Durchschlag mit der 2. Sohle.
Im Jahr 1890 wurde im Schacht 2 die 3. Sohle bei einer Teufe von 459 Metern (−388 m NN) angesetzt. Der Schacht wurde für die Förderung mit zwei Fördermaschinen ausgerüstet. Ein Fördertrum wurde mit einer Gestellförderung ausgerüstet, bei der der Förderkorb sechs Etagen hatte; der andere Trum erhielt einen Förderkorb mit 4 Etagen. Auf sämtlichen Etagen konnte jeweils ein Förderwagen mit einer Nutzlast von 0,5 Tonnen aufgeschoben werden. Dadurch konnte am Schacht 2 eine Nutzlast von fünf Tonnen gefördert werden. Zeitraubend war jedoch das drei- bzw. fünfmalige Umsetzen des Förderkorbes an den Anschlägen. Noch im selben Jahr wurde im Schacht 2 mit der Förderung begonnen. Für die Wasserhaltung wurde am Schacht 2 eine hydraulische Wasserhaltung installiert, mit der pro Minute fünf Kubikmeter Grubenwasser gehoben werden konnten. Die Wasser der oberen Bausohlen wurden zum Schacht 1 abgeleitet und dort gehoben. Für die Bewetterung wurde ein Grubenlüfter installiert, der pro Minute 3000 Kubikmeter Abwetter absaugen konnte. Angetrieben wurde dieser Capellsche Ventilator von einer Zwillingsdampfmaschine. Mit Beginn der 1890er Jahre wurde im Untertagebetrieb das Abbauverfahren geändert. Während man zuvor noch im Pfeilerbau die Kohle gewann, wurde von nun an die Kohle im Stoßbau mit Bergeversatz gewonnen. Da man unter Tage nicht genügend Versatzberge erhielt, mussten diese Bergematerialien von den übertägigen Bergehalden bis zu den Abbaubetrieben gefördert werden. Pro Tag wurden 100 Kubikmeter Bergematerial benötigt. Der Transport der Berge wurde über die Wettersohle bewerkstelligt und war äußerst umständlich und sehr kostenintensiv. Im August des Jahres 1891 wurde am Schacht 2 eine Kokerei in Betrieb genommen. Die Kokerei wurde zunächst mit 100 Öfen des Typs Coppée-Otto ausgestattet. Außerdem wurde eine Kohlenwäsche mit einem doppelten System zur Aufbereitung der Kohlen für die Kokerei und zum Aussieben der Nußkohlen erbaut. Im Jahr 1892 wurde am Schacht 1 auf der 2. Sohle eine Seilbahn für die mechanische Streckenförderung in Betrieb genommen. Mittels dieser Seilbahn wurden die Förderwagen bis in die Bauabteilungen gezogen und dort mit einem Haspel zur Wettersohle gefördert. Der Antrieb dieser Haspel erfolgte mittels Druckluft. Dadurch war es nun möglich, das für den Bergeversatz benötigte Bergematerial kostengünstiger als zuvor bis vor Ort zu fördern. Im Jahr 1895 wurde die Gewerkschaft Königsborn in eine Aktiengesellschaft mit dem Namen „Aktiengesellschaft für Bergbau, Salinen- und Solbad-Betrieb“ umgewandelt. Aufgrund der guten Lage auf dem Koksmarkt beschloss die Firmenleitung im Jahr 1896, die Kokerei am Schacht 2 zu erweitern. Im Jahr 1897 wurden auf der Kokerei am Schacht 2 weitere 80 Koksöfen vom Typ Coppée-Otto in Betrieb genommen. Im Jahr 1898 wurde mit den Teufarbeiten für Schacht 3 begonnen. Der Schachtansatzpunkt befand 3,3 Kilometer nordöstlich von Schacht 2, in der Gemarkung Altenbögge.

### Das 20. Jahrhundert
Im Jahr 1901 wurde im Schacht 3 bei einer Teufe von 450 Metern (−381 m NN) die 2. Sohle angesetzt. Der Schacht wurde mit einer Etagenförderung ausgerüstet. Der Korb hatte vier Etagen, auf denen jeweils zwei Förderwagen aufgeschoben werden konnten. Die Nutzlast lag bei 4,6 Tonnen. Noch im selben Jahr wurde mit der Förderung begonnen. Am 15. Oktober desselben Jahres wurde am Standort 3/4 eine Kokerei in Betrieb genommen. Die Kokerei war mit 50 Öfen ausgestattet. Außerdem wurden die Teufarbeiten für Schacht 4 begonnen. Der Schacht wurde neben Schacht 3 angesetzt. Auf der 2. Sohle von Schacht 2 wurde ein Durchschlag mit der 1. Sohle von Schacht 3 erstellt. Im Jahr 1902 wurden die Schächte 2 und 3 tiefer geteuft. Im selben Jahr wurde Schacht 4 mit der 1. Sohle durchschlägig. Der Schacht wurde mit einer Treibscheibenförderung ausgerüstet. Die beiden Förderkörbe hatten jeweils vier Etagen. Schacht 4 nahm noch im selben Jahr die Förderung auf. Dadurch waren nun zwei Betriebsanlagen vorhanden, Königsborn 1/2 und die Doppelschachtanlage Königsborn 3/4. Im Baufeld Königsborn 1/2 waren zu diesem Zeitpunkt neun Flöze in Verhieb. Die Mächtigkeit der Flöze lag zwischen 1,5 und 2,5 Metern. Auf dem Baufeld Königsborn 3/4 waren acht Flöze in Verhieb mit einer Mächtigkeit zwischen 0,8 und 3,0 Metern. Im Baufeld 3/4 waren die Zuflüsse von Grubenwasser nur gering; aus diesem Grund verzichtete man auf den Bau einer eigenen Wasserhaltung. Die anfallenden Grubenwässer ließ man zum Schacht 2 abfließen, um sie dort abzupumpen. Im Jahr 1903 wurde im Schacht 2 bei einer Teufe von 579 Metern (−508 m NN) die 2. Sohle angesetzt. Im selben Jahr wurde die Kokerei an Schacht 3 um 30 Koksöfen, auf nunmehr 80 Öfen erweitert. Im Jahr 1904 wurde im Schacht 1 die Förderung eingestellt; der Schacht blieb aber weiterhin zur Bewetterung geöffnet. Am 16. März desselben Jahres kam es im Baufeld Schacht 2 zu einer Schlagwetterexplosion, bei der drei Bergleute getötet wurden. Im Jahr 1905 wurden auf Schacht 2 für die Streckenförderung benzolgetriebene Grubenloks eingesetzt. Im Jahr 1906 wurden auf dem Bergwerk erstmals zur Kohlengewinnung Abbauhämmer eingesetzt. Dies war der erste Einsatz von Abbauhämmern im Ruhrbergbau. Im Jahr 1911 wurde auf dem Betriebsteil Königsborn 2 ein Kraftwerk errichtet. Von diesem Kraftwerk aus wurde der Betriebsteil Königsborn 3/4 mit einem eigenen Kabel mit elektrischem Strom versorgt. Am 29. September des Jahres 1913 wurde auf Beschluss der außerordentlichen Generalversammlung die Kuxenmehrheit der Gewerkschaft Bramey erworben. Diese Gewerkschaft besaß die Grubenfelder Bramey II, Bramey VIII und Bramey X, die zusammen eine Fläche von 19,2 km2 hatten. Diese Felder grenzten im Nordosten an die Bramey-Felder, die der Gesellschaft Königsborn bereits gehörten. Für diesen Ankauf mussten die Anteilseigner der Zeche Königsborn 2,97 Millionen Mark zahlen. Die gesamte Berechtsame umfasste nun eine Fläche von 53,8 km². Im selben Jahr wurde in Heeren-Werve mit den Abteufarbeiten für Schacht 5 begonnen. Der Schacht wurde neben dem bereits vorhandenen Schacht 2 angesetzt. Im Jahr 1914 hatte die auf der 4. Sohle vom Schacht 2 ausgehende Richtstrecke nach Osten eine Länge von 2008 Metern. Die Richtstrecke nach Westen war bereits 4062 Meter aufgefahren worden. Wegen des Ausbruchs des Ersten Weltkrieges wurden die Teufarbeiten am Schacht 5 eingestellt. Im Jahr 1916 wurde ein kleiner, einen Quadratkilometer großer, Feldesteil verkauft.
Im Jahr 1920 waren bereits annähernd 700 Abbauhämmer auf dem Bergwerk unter Tage im Einsatz. Im selben Jahr wurde am 9. Dezember auf der außerordentlichen Generalversammlung einstimmig dem Abschluss eines Betriebs- und Interessensgemeinschaftsvertrages mit dem Lothringer Hütten- und Bergwerksverein zugestimmt. Der Vertrag trat mit Wirkung vom 1. Juli in Kraft. In der Zeit vom 1. Juli des Jahres 1922 bis zum 9. Februar des Jahres 1923 wurde die Zeche Königsborn von der Klöckner-Werke AG übernommen. Am 1. Dezember des Jahres 1923 wurde das Feld Königsborn mit dem Feld Bramey vereinigt. Die Gesamtberechtsame umfasste nun eine Fläche von 52,8 km² für Sole, Eisenstein und Steinkohle. Im Jahr 1924 wurde auf der Anlage Königsborn 3/4 eine modernere Kokerei mit Nebengewinnungsanlagen errichtet. Im Jahr 1926 wurde am Schacht 2 eine Brikettfabrik in Betrieb genommen. Im Jahr darauf wurde die Kokerei am Schacht 2 stillgelegt. Im Jahr 1928 wurde begonnen, den Förderturm des Schachtes 4 umzubauen. Planer für dieses Bauvorhaben war der Essener Architekt Alfred Fischer. Der Turm wurde als hochrechteckiger Turmbaukörper gebaut. Die Maschinenhalle am Fuß des Förderturmes wurde so konstruiert, dass sie an die Gleisanlagen angebunden werden konnte. Im Inneren der gemauerten Turmverkleidung befand sich das Stahlstrebengerüst des Förderturmes. Im Jahr 1929 wurde die Turmförderanlage an Schacht 4 in Betrieb genommen. Außerdem wurde in diesem Jahr eine neue 60.000-Volt-Hochspannungsleitung in Betrieb genommen. Die Leitung hatte eine Gesamtlänge von 36 Kilometern und diente als Verbundleitung für die zum Klöckner-Konzern gehörenden Bergwerke.
Im Jahr 1930 wurden die Teufarbeiten für Schacht 5 wieder aufgenommen. Am 3. August des Jahres 1931 wurden die Teufarbeiten am Schacht 5 bei einer Teufe von 188 Metern (−117 m NN) eingestellt. Grund für diese Arbeitseinstellung war die Weltwirtschaftskrise. Im Jahr 1933 wurde auf der 4. Sohle ein Durchschlag zwischen den Betriebsbereichen erstellt. Schacht 2 diente danach nur noch für die Seilfahrt. Die abgebauten Kohlen wurden unter Tage zum Betriebsbereich 3/4 gefördert und dort nach über Tage gefördert. Am 30. April des Jahres 1939 kam es auf dem Betriebsbereich zu einer Schlagwetterexplosion; bei diesem Grubenunglück wurden sieben Bergleute getötet. Im Jahr 1942 wurden die Teufarbeiten an Schacht 5 wieder aufgenommen. Bei einer Teufe von 221 Metern wurde das Karbon erreicht. Im Jahr 1943 wurde der Schacht 5 mit der 1. Sohle durchschlägig. Noch im selben Jahr wurde der Schacht als Wetterschacht in Betrieb genommen. Im selben Jahr wurde im Schacht 3 bei einer Teufe von 726 Metern (−657 m NN) die 5. Sohle angesetzt. Im Jahr 1944 wurde der Schacht 5 mit der 2. Sohle durchschlägig. Am 18. März des Jahres 1945 wurde der Schacht 1 bei einem Bombenangriff schwer beschädigt. Wenige Tage später, am 27. März, wurden auf dem Betriebsteil 3/4 schwere Schäden durch einen Bombenangriff verursacht. Am 5. Oktober desselben Jahres kam es zu einer erneuten Schlagwetterexplosion, bei der neun Bergleute ums Leben kamen. Am 1. November wurde der Schacht 5 mit der 3. Sohle durchschlägig; danach wurden die Teufarbeiten eingestellt. Im Jahr 1949 wurde auf der 5. Sohle ein Durchschlag zwischen den beiden Betriebsbereichen erstellt.

### Ausbau nach dem Zweiten Weltkrieg

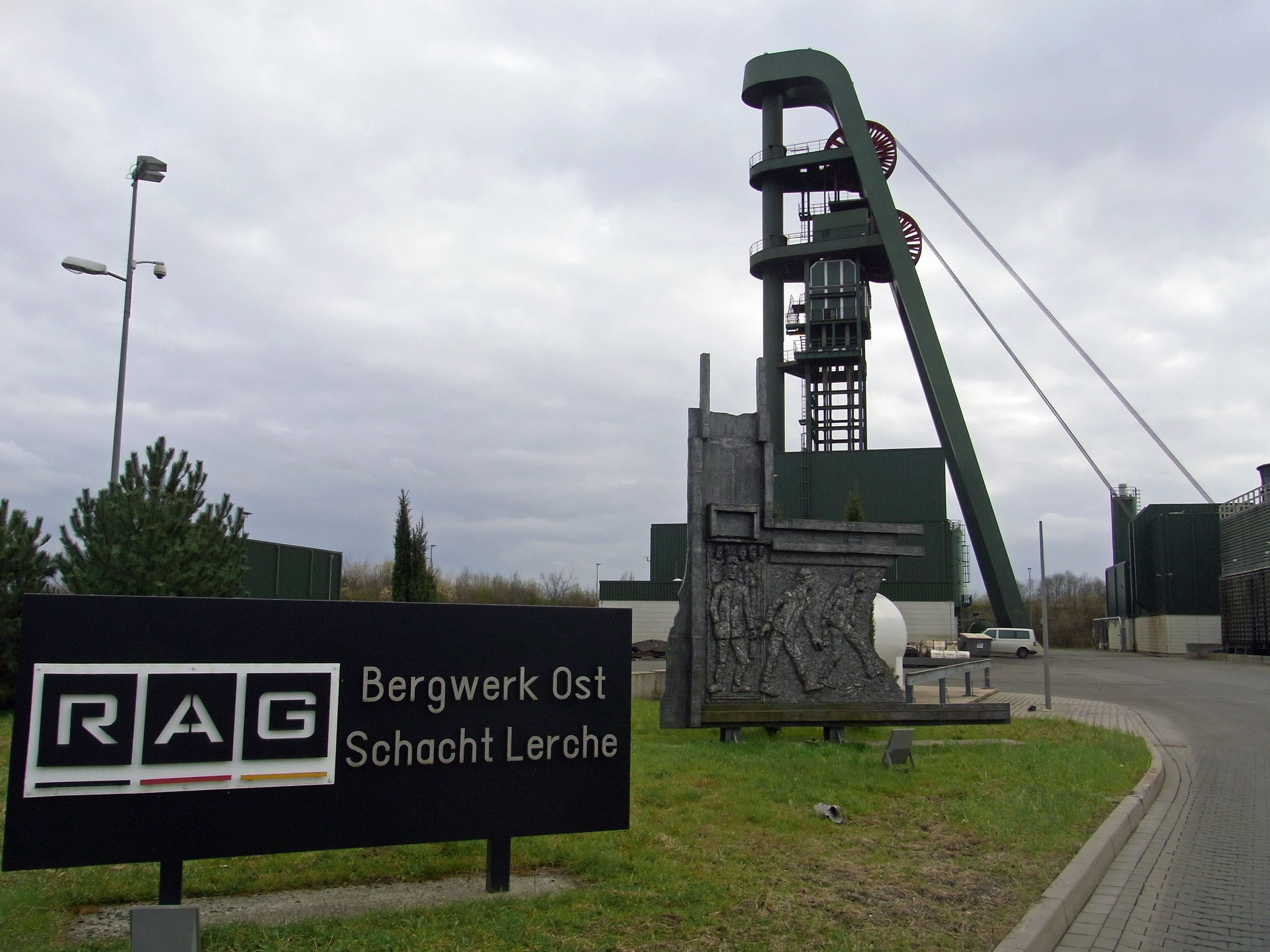
Schacht Lerche

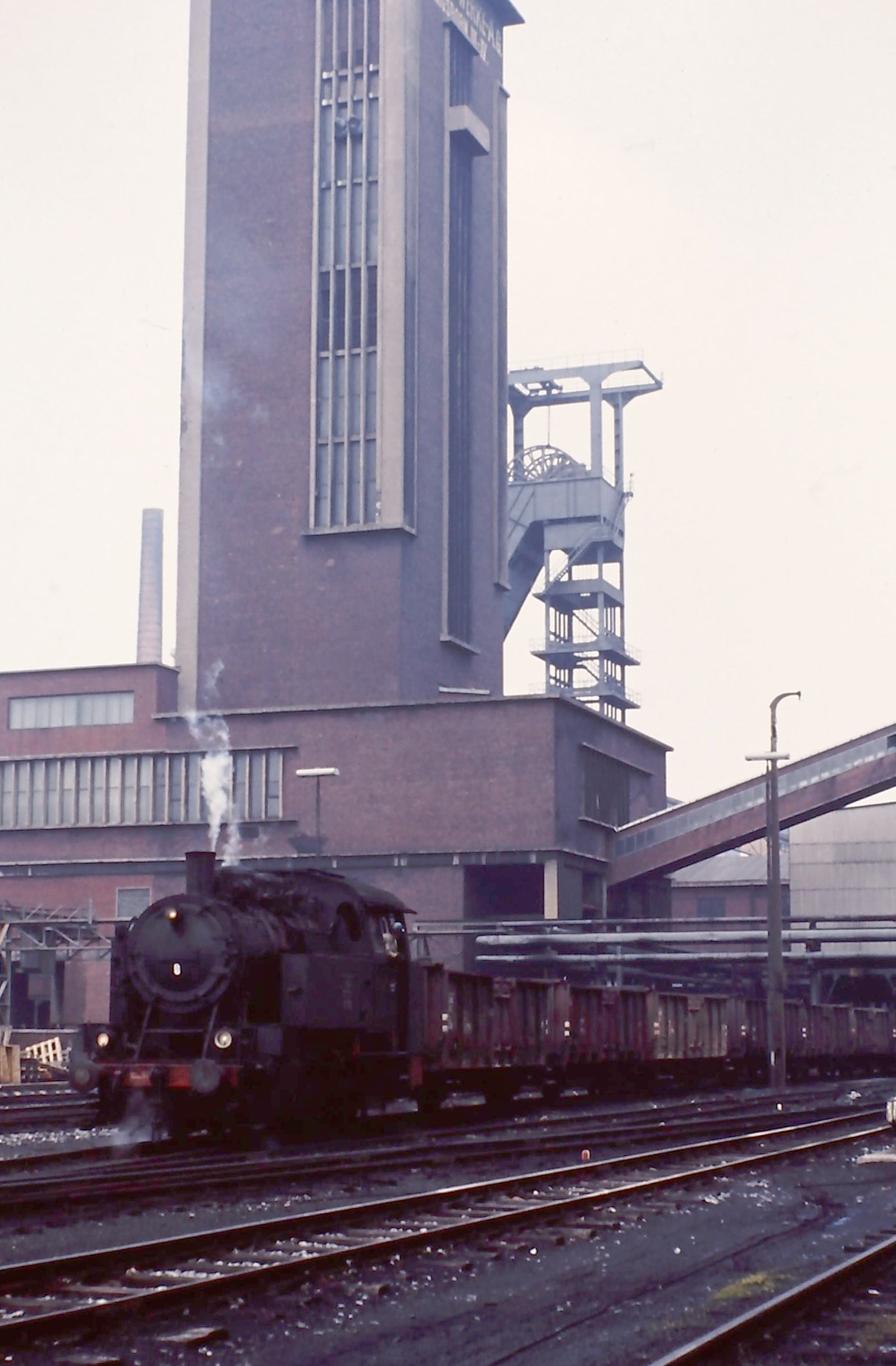
Zechenbahnhof Königsborn III/IV mit Dampflokomotive D 723 (ex DB Reihe 80)

Im Jahr 1950 wurde in der Bönener Bauerschaft Flierich mit den Teufarbeiten für den Wetterschacht 6 begonnen. Der Schacht wurde drei Kilometer östlich der Betriebsanlage 3/4 angesetzt und wurde Schacht Friedrich genannt. Im selben Jahr wurde auch begonnen, den Schacht 4 tiefer zu teufen. Am 1. März des Jahres 1951 wurde der Schacht 5 mit der 4. Sohle des Betriebsanlage 3/4 durchschlägig. Im selben Jahr wurde die Zeche Königsborn zusammen mit der Zeche Werne vollständig aus dem Vermögen der Klöckner-Werke AG ausgegliedert. Die beiden Bergwerke wurden am 21. Dezember in die selbstständige Bergwerksgesellschaft Bergwerke Königsborn-Werne AG eingebracht. Im Jahr 1952 wurde der Schacht 6 als Wetterschacht in Betrieb genommen. Der Schacht übernahm die Bewetterung bis zur 3. Sohle. Der Schacht 5 reichte bis zur 5. Sohle, die nun als Hauptfördersohle eingesetzt wurde. Im Jahr 1953 wurde der Schacht 5 zum Förderschacht umgebaut. Im Jahr 1954 ging der Schacht bis zur 5. Sohle in Förderung. Zu diesem Zeitpunkt umfasste die Berechtsame eine Fläche von 52,8 km². Außerdem ging in diesem Jahr die Aktienmehrheit der Bergwerksgesellschaft Bergwerke Königsborn-Werne AG wieder an den Klöckner-Konzern über. Dadurch standen beide Bergwerke wieder im wirtschaftlichen und organisatorischen Verbund mit der Klöckner-Werke AG. Im Jahr 1955 wurde der Schacht 2 zum Wetterschacht ausgebaut. Im selben Jahr wurde der Firmenname in „Klöckner-Bergbau Königsborn-Werne AG“ geändert. Im Jahr 1957 wurde begonnen, den Schacht 4 tiefer zu teufen. Im Jahr 1958 wurde bei einer Teufe von 966 Metern (−897 m NN) die 6. Sohle angesetzt. Im selben Jahr stürzte in einem Blindschacht ein Förderkübel ab; dabei wurden drei Bergleute getötet. Im Jahr 1959 wurde Schacht 6 tiefer geteuft; außerdem wurde in diesem Jahr begonnen, die 6. Sohle über ein Gesenk auszurichten. Im Jahr 1960 wurde der Schacht 3 tiefer geteuft; der Wetterschacht 6 reichte mittlerweile bis zur 4. Sohle.
Im Jahr 1964 wurde die Kohlenförderung im Schacht 5 eingestellt. Die Kohlen wurden von diesem Zeitpunkt an unter Tage bis zum Schacht 4 gefördert. Der Schacht 4 wurde nun als Zentralförderschacht eingesetzt. Am 30. Juni des Jahres 1966 wurde die Betriebsabteilung 2/5 stillgelegt; das Baufeld wurde der Betriebsabteilung 3/4 zugeschlagen. Der Schacht 1 wurde stillgelegt, und der Schacht 5 wurde ab diesem Jahr zum Wetterschacht umgebaut. Im Jahr darauf wurde der Schacht 1 verfüllt. Im Jahr 1969 wurde der Schacht 2 abgeworfen und verfüllt. Im Jahr 1968 wurde die Ruhrkohle AG gegründet, und die Zeche Königsborn wurde in die neugegründete Ruhrkohle AG eingegliedert. Das Bergwerk wurde der Bergbau AG Westfalen angegliedert. Noch im selben Jahr wurde an Schacht 1 der Förderturm abgerissen. Im Jahr 1969 wurde der Schacht 2 abgeworfen und verfüllt. Im Jahr 1970 wurde das Grubenfeld Monopol III übernommen, welches weitgehend unverritzt war. Das Feld Monopol III hatte eine Fläche von 40,1 km². Die gesamte Berechtsame umfasste nun das Feld Königsborn und das Teilfeld Bramey mit zusammen 52,7 km² und das Feld Monopol III. Am 1. Januar des Jahres 1971 wurde mit der Ausrichtung des neuen Grubenfeldes begonnen. Auf der 6. Sohle wurde ein fünf Kilometer langer Querschlag aufgefahren. Außerdem wurde im selben Jahr mit den Teufarbeiten für den Schacht 7 (Schacht Lerche) begonnen. Der Schachtansatzpunkt befand sich etwa sechs Kilometer nordöstlich von Kamen im Ortsteil Lerche in der Nähe der Bundesstraße 61 und lag somit rund 400 Meter westlich des Fliericher Sprunges. Der Schacht wurde mit einem Durchmesser von acht Metern angesetzt. Der Vorschacht wurde mit einer Teufe von 16,2 Metern im Gefrierverfahren erstellt. Der Schachtausbau wurde aus unbewehrtem Beton mit einer Wanddicke von 0,45 Meter erstellt. Im Jahr 1972 erreichte der Schacht bei einer Teufe von 452 Metern das Karbon. Im Jahr 1973 wurde bei einer Teufe von 847 Metern (−780 m NN) ein Füllort angesetzt. Im gleichen Jahr wurde bei einer Teufe von 947 Metern (−880 m NN) die Wetterstrecke und bei einer Teufe von 973 Metern die −890-Meter-Sohle angesetzt. Im Jahr 1975 wurde der Wetterschacht 3 der stillgelegten Zeche Werne übernommen. Im Jahr 1976 wurde ein Durchschlag zwischen dem Schacht Lerche und dem Schacht Werne 3 erstellt.

### Die letzten Jahre bis zur Stilllegung
Am 15. November 1977 wurde auf der Betriebsanlage 3/4 die Kokerei stillgelegt, am 31. Mai des folgenden Jahres auch das Altfeld Königsborn. Der Abbau fand von diesem Zeitpunkt an nur noch im Feld Monopol III statt. Im gleichen Jahr wurde eine Werksdirektion mit dem Nachbarbergwerk Heinrich Robert gebildet. Das Teilfeld Monopol III mit dem Schacht Lerche wurde an Heinrich Robert abgegeben. Im Jahr 1979 wurde der Schacht Werne 3 an die Zeche Neu-Monopol abgegeben. Noch im selben Jahr wurden die Schächte 5 und 6 verfüllt. Am 15. Mai 1981 wurde die Betriebsanlage 3/4 stillgelegt. Noch im selben Jahr wurde begonnen, die Tagesanlagen abzubrechen. Außerdem wurde Schacht 3 verfüllt. Der Schacht 4 wurde zunächst noch für die Wasserhaltung des Feldes Königsborn benötigt und blieb noch mehrere Jahre offen. Die Grubenwässer wurden bis in die 1990er Jahre in die Seseke eingeleitet.

### Abwerfen des Restfeldes

#### Planung
In den 1990er Jahren stand man auf dem Bergwerk Heinrich Robert vor der Aufgabe, für die Ableitung der Grubenwässer aus dem Stillstandsbereich Königsborn eine andere Möglichkeit zu finden. Grund hierfür war die geplante Renaturierung der Seseke. Deshalb sollte der Stillstandsbereich Königsborn durch einen Damm vom Grubengebäude des Feldes Heinrich Robert abgetrennt werden. Der Damm musste so ausgelegt werden, dass er der Belastung durch eine mögliche Stauhöhe des Grubenwassers von 1000 Metern standhalten konnte. Hierfür musste zunächst ein geeigneter Standort gesucht werden. Dieser wurde im Monopolquerschlag, der Verbindungsstrecke zwischen Heinrich Robert und Königsborn, gefunden. Der Damm sollte im Schichtabschnitt zwischen den Flözen Schöttelchen 2 und Plaßhofsbank errichtet werden. Die Stelle, an der der Damm errichtet werden sollte, lag 1200 Meter von der 9. Abteilung Heinrich Robert und ungefähr 4200 Meter vom Schacht Königsborn entfernt. Geplant wurde ein konischer Damm, der an der kleinsten Stelle einen Durchmesser von 7,9 Metern haben sollte und an der größten Stelle einen Durchmesser von 11,2 Metern besitzen musste. Der komplette Hochwasserdamm wurde so geplant, dass er aus drei Teilstücken, zwei Vordämmen und dem konischen Hauptdamm, bestand. Die beiden Vordämme wurden mit jeweils einer Länge von drei Metern und einem Durchmesser von 7,9 Metern geplant. Die Länge des Hauptdamms war auf 19 Meter geplant.

#### Durchführung der Arbeiten
Im September des Jahres 1993 wurde mit den Ausbruchsarbeiten begonnen. Zunächst wurde im gesamten geplanten Dammbereich der bestehende Streckenausbau geraubt. Anschließend wurden die Stöße, die Firste und die Sohle entsprechend dem geplanten Dammquerschnitt erweitert. Insgesamt wurden für den gesamten Damm 1140 Kubikmeter Ausbruch erzeugt. Die nun ungesicherten Flächen wurden mittels Gebirgsankern gesichert. Anschließend wurden die beiden Vordämme aus unbewehrtem Beton der Festigkeitsklasse B35 erstellt. Der Hauptdamm wurde am 20. und 21. Mai des Jahres 1995 innerhalb von 42 Stunden erstellt. Auch für den Hauptdamm wurde unbewehrter Beton mit der gleichen Festigkeitsklasse verwendet. Der verwendete Baustoff wurde in Big Bags mit einem Fassungsvermögen von 800 Kilogramm Trockenbeton zum Damm transportiert. Für den Hauptdamm wurden der Inhalt von 3100 Big Bags verwendet. Um den Beton in einem Zeitraum von maximal 46 Stunden in den Damm zu pumpen, wurden vier Betonieranlagen eingesetzt. Am 24. Juni desselben Jahres wurden noch einmal 1000 Kubikmeter Beton in den Damm eingebracht; danach waren die Betonierarbeiten abgeschlossen. Nach einer längeren Aushärtezeit wurden ab Dezember 1995 rings um den Damm auf beiden Seiten Injektionsbohrungen erstellt. Die Bohrlöcher wurden mit einer Länge zwischen 12 und 26 m erstellt und mit Ultrafeinzement gefüllt. Mitte April des Jahres 1996 waren diese Arbeiten abgeschlossen. Im Jahr 1997 wurde der Schacht 4 verfüllt.

## Förderung und Belegschaft
Die ersten Förderzahlen stammen aus dem Jahr 1880; in diesem Jahr wurden 6632 Tonnen Steinkohle gefördert. Die ersten bekannten Belegschaftszahlen stammen aus dem Jahr 1885; damals waren 231 Bergleute auf dem Bergwerk beschäftigt, die eine Förderung von 57.425 Tonnen Steinkohle erbrachten. Im Jahr 1890 wurden mit 1132 Bergleuten 248.461 Tonnen Steinkohle gefördert. Im Jahr 1895 wurden mit 1668 Bergleuten 463.207 Tonnen Steinkohle gefördert. Im Jahr 1900 überschritt die Förderung die 500.000-Tonnen-Marke. Mit 2253 Bergleuten wurden 608.181 Tonnen Steinkohle gefördert. Im Jahr 1905 wurde eine Förderung von 811.594 Tonnen Steinkohle erzielt. Diese Förderung wurde von 3494 Bergleuten erbracht. Im Jahr 1910 überschritt die Förderung zum ersten Mal die Millionengrenze. Mit 3478 Bergleuten wurden 1.008.337 Tonnen Steinkohle gefördert. Im Jahr 1913 wurde mit 3345 Bergleuten eine Förderung von 1,1 Millionen Tonnen Steinkohle erbracht. Im Jahr 1915 sank die Förderung auf 771.557 Tonnen Steinkohle. Die Belegschaftszahl lag in diesem Jahr bei 2517 Bergleuten.

Im Jahr 1920 wurden rund 800.000 Tonnen Steinkohle gefördert. Im Jahr 1925 wurden mit 4767 Bergleuten 1.056.808 Tonnen Steinkohle gefördert. Im Jahr 1930 wurden rund 1,3 Millionen Tonnen Steinkohle gefördert; die Beschäftigtenzahl lag bei 4024 Bergleuten. Im Jahr 1935 wurden mit 2642 Bergleuten 1.161.025 Tonnen Steinkohle gefördert. Im Jahr 1940 stieg die Förderung an auf 1,84 Millionen Tonnen Steinkohle; die Belegschaftsstärke lag bei 4435 Bergleuten. Die maximale Förderung des Bergwerks wurde im Jahr 1943 erzielt; mit 6677 Bergleuten wurden 2.153.280 Tonnen Steinkohle gefördert. Nach dem Ende des Zweiten Weltkrieges waren im Jahr 1945 auf der Zeche Königsborn noch 4109 Beschäftigte. Die Förderung in diesem Jahr lag bei 841.833 Tonnen Steinkohle. Im Jahr 1950 wurden 1.909.194 Tonnen Steinkohle gefördert; die Belegschaftsstärke lag bei 7319 Beschäftigten. Im Jahr 1955 überschritt die Förderung erneut die 2-Millionen-Tonnen-Grenze. Mit 7629 Beschäftigten wurden 2.076.279 Tonnen Steinkohle gefördert. Im Jahr 1960 wurden mit 6258 Bergleuten 1.821579 Tonnen Steinkohle gefördert. Im Jahr 1965 lag die Belegschaftsstärke bei 4811 Bergleuten, die Förderung betrug 1.677.134 Tonnen Steinkohle. Im Jahr 1970 wurden rund 1,66 Millionen Tonnen Steinkohle gefördert, die Belegschaftsstärke betrug 3600 Beschäftigte. Im Jahr 1975 wurden von 3279 Beschäftigten 1.128.742 Tonnen Steinkohle gefördert. Im Jahr 1980 waren noch 1828 Bergleute auf dem Bergwerk beschäftigt; es wurden 983.540 Tonnen Steinkohle gefördert. Dies sind die letzten bekannten Förder- und Belegschaftszahlen.

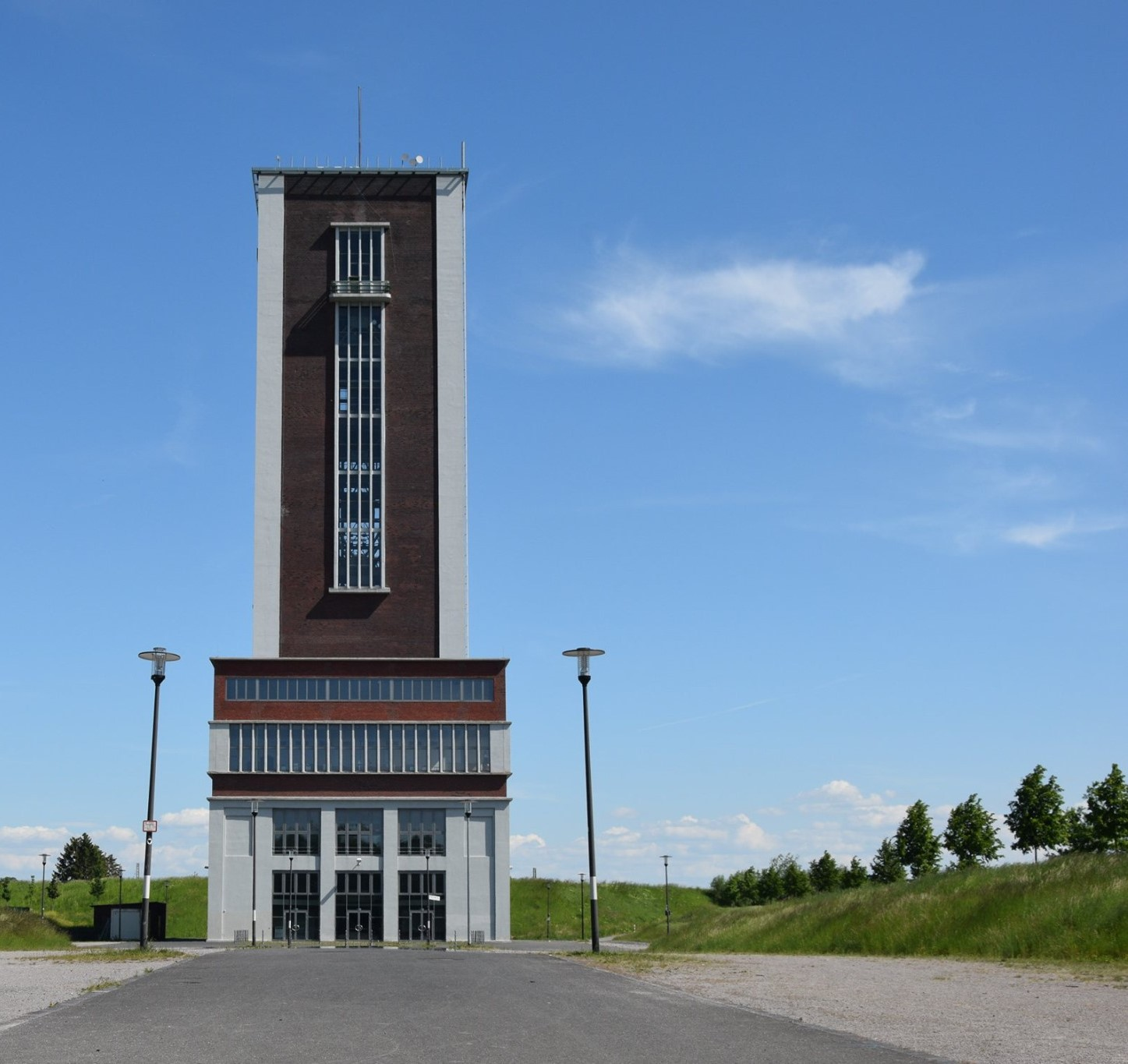
Förderturm des Schachtes 4 der Zeche Königsborn in Unna

## Heutiger Zustand
Auch die Tagesanlagen der Schachtanlage 3/4 in Bönen-Altenbögge wurden fast restlos abgebrochen. Einziges erhaltenes Relikt ist bis heute der Förderturm über Schacht 4, der ebenfalls Teil der Route der Industriekultur ist. Der Künstler Mischa Kuball errichtete 1999 an diesem Turm die Lichtkunstinstallation „Yellow Marker“. Sie bestand ursprünglich aus zwei Standorten: der Schachtanlage IV auf Königsborn III/IV (diese wurde erbaut 1927–1928 durch die Klöckner-Werke nach Plänen des Architekten Alfred Fischer) und dem auffallenden, kubischen Förderturm von Schachtanlage Rossenray im 80 km westlich gelegenen Kamp-Lintfort. Jeweils zwei gegenüberliegende Ecken der Türme wurden nachts mit gelben Leuchtröhren erhellt. Die beiden Installationen stellten die „Ost-“ und „Westpole“ des Industrie- und Kulturraumes Ruhrgebiet dar. Der Förderturm Rossenray I wurde im Jahr 2019 abgerissen, sodass nur noch die Installation in Bönen erhalten ist.